# Jillian D'Alessio
Jillian D'Alessio (5 de abril de 1985) es una deportista canadiense que compitió en piragüismo en la modalidad de aguas tranquilas. Ganó cuatro medallas en los Juegos Panamericanos en los años 2003 y 2007.

## Palmarés internacional
| Juegos Panamericanos | Juegos Panamericanos            | Juegos Panamericanos | Juegos Panamericanos |
| Año                  | Lugar                           | Medalla              | Competición          |
| -------------------- | ------------------------------- | -------------------- | -------------------- |
| 2003                 | Santo Domingo (Rep. Dominicana) | Medalla de oro       | K4 500 m             |
| 2003                 | Santo Domingo (Rep. Dominicana) | Medalla de bronce    | K1 500 m             |
| 2007                 | Río de Janeiro (Brasil)         | Medalla de oro       | K1 500 m             |
| 2007                 | Río de Janeiro (Brasil)         | Medalla de bronce    | K4 500 m             |